# Lepthyphantes annulipes
Lepthyphantes annulipes là một loài nhện trong họ Linyphiidae.
Loài này thuộc chi Lepthyphantes. Lepthyphantes annulipes được Lodovico di Caporiacco miêu tả năm 1935.